# Meggyes László
Meggyes László (Szigetszentmiklós, 1928.január 8. – 2003. november 29.) magyar festőművész.

## Élete
Tanulmányait a Magyar Képzőművészeti Főiskolán végezte 1950–1956 között. Olyan neves festőművészektől tanult, mint Hincz Gyula, Szőnyi István, Domanovszky Endre. 1957-től a Szolnoki Művésztelep tagja volt, így nem meglepő módon a szolnoki hagyományok folytatója. Képein elsősorban a táj szeretete tükröződik, főleg a Tisza és Mezőtúr természeti szépségei vannak nagy hatással rá. Az Alföldi népélet hiteles ábrázolója. Képein rendkívüli fontossággal bír a színharmónia, a szín ritmus érzéke. Felesége Fazekas Magdolna festőművésznő, 1986-tól mindketten állandó résztvevői a Mezőtúri Alkotótelepnek is.

## Díjai
- 1972: Munkásábrázolás a képzőművészetben, a Szolnok megyei Tanács pályázata, II. díj
- 1974, 1976: Alföldi Tárlat nívódíja, Békéscsaba
- 1975: Szolnok megyei Tanács Művészeti Díja
- 1978, 1992: VI. és XIII. Országos Akvarell Biennálé, Eger
- 1981: Portré Biennálé, bronzdiploma, Hatvan
- 1981, 1984: III. és IV. Képzőművészeti Triennálé II. díja, Szolnok
- 1982: Szakszervezetek Szolnok megyei Tanácsának Művészeti Díja
- 1982, 1984: 29. és 31. Vásárhelyi Őszi Tárlat, nívódíj munkajutalom Hódmezővásárhely
- 1984, 1992: Magyar Tájak Biennálé kitüntető érme, Hatvan
- 1987: V. Képzőművészeti Triennálé különdíj, Szolnoki Galéria, Szolnok
- 1994: Téli Tárlat, a Szolnoki Művésztelep Alapítvány díja

## Kiállítások

### Egyéni kiállítások
- 1965. Szolnok
- 1979. Hatvani Galéria, Hatvan
- 1980. Szolnoki Galéria, Szolnok (gyűjteményes kiállítás)
- 1983. Városháza, Szigetszentmiklós
- 1984. Tornyai János Múzeum, Hódmezővásárhely
- 1987. Művészeti Kisgaléria
- 1995. MOL Galéria, Szolnok
- 2004. Simontornya
- 2005. Abádszalók, Posztumusz kiállítás
- 2016. Városi Galéria, Szigetszentmiklós

### Csoportos kiállítások
- 1950. Fiatal Képzőművészek és Iparművészek Kiállítása, Nemzeti Szalon, *Budapest
- 1952. 1957  Tavaszi Tárlat, Műcsarnok, Budapest
- 1957. Szolnoki Művésztelep kiállításai, Szolnok
- 1965. III. Országos Grafikai Biennálé, Miskolci Galéria, Miskolc • Magyar Nemzeti Galéria, Budapest
- 1967. Tallinn
- 1978-tól Akvarell biennálék, Eger
- 1981-től a Szolnoki Festészeti Triennálék, Szolnoki Galéria, Szolnok
- 1981. Magyar Akvarellfestők kiállítása, Bankside Gallery, London
- 1982-től Vásárhelyi Őszi Tárlatok
- 1982. Magyar Akvarellek, Targoviste (BG)
- 1983. Magyar Akvarell és Grafika, Oslo
- 1984-től a Portré- és Tájkép Biennálé, Hatvan
- 1986-tól a Mezőtúri Alkotótelep kiállításai
- 1988. Collegium Hungaricum, Bécs • Magyar Intézet, Párizs

### Művek közgyűjteményekben
- Damjanich Múzeum, Szolnok
- Magyar Nemzeti Galéria, Budapest
- Sárospataki Képtár, Sárospatak

## Külső hivatkozások
- Halász a Zagyván
- Emlékkiállítás